# David B. Frohnmayer

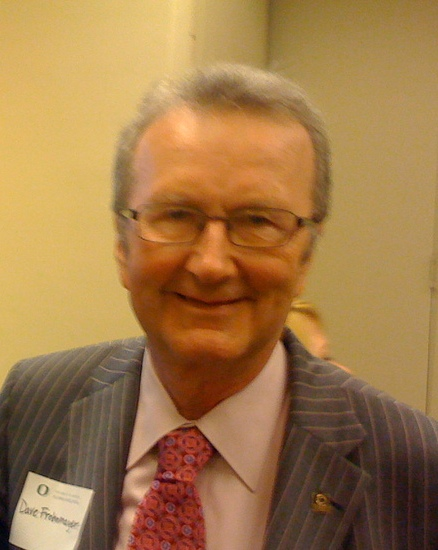
David B. Frohnmayer

David Braden „Dave“ Frohnmayer (* 9. Juli 1940 in Medford, Oregon; † 10. März 2015 in Eugene, Oregon) war ein US-amerikanischer Jurist und Politiker.

## Frühe Jahre und Ausbildung
David Braden Frohnmayer, Sohn von MarAbel und Otto Frohnmayer, wurde 1940 im Jackson County geboren. Seine Kindheit war vom Zweiten Weltkrieg überschattet. Über seine Jugendjahre ist nichts bekannt. Er graduierte 1962 am Harvard College mit magna cum laude. Danach besuchte er mit einem Rhodes-Stipendium das Wadham College an der Oxford University. Seinen Juraabschluss machte er 1967 an der University of California Berkeley School of Law.

## Politische Laufbahn
Frohnmayer war ein Mitglied der Republikanischen Partei. Er saß von 1975 bis 1981 dreimal im Repräsentantenhaus von Oregon, wo er den Südteil von Eugene vertrat.
Im November 1980 wurde er zum Attorney General von Oregon gewählt. Dabei besiegte er den Demokraten Harl H. Haas junior. Am 5. Januar 1981 legte er seinen Amtseid ab. Er wurde 1984 und 1988 wiedergewählt, wobei er sowohl von der Demokratischen Partei als auch der Republikanischen Partei nominiert wurde. Frohnmayer bekleidete seinen Posten als Attorney General von Oregon bis zu seinem Rücktritt am 31. Dezember 1991, um die Stellung als Dekan an der University of Oregon School of Law anzutreten. Einer seiner bedeutendsten Fälle während seiner Zeit als Attorney General betraf die Verfolgung von Mitgliedern der Bhagwan-Bewegung (Anhänger von Bhagwan Shree Rajneesh). Außerdem setzte sich Frohnmayer bei sechs der sieben verhandelten Fälle vor dem Obersten Gerichtshof der Vereinigten Staaten durch.
Frohnmayer trat 1990 als republikanischer Kandidat für das Amt des Gouverneurs von Oregon an. Der beliebte demokratische Amtsinhaber und früherer Mitschüler an der University of Oregon Berkeley School of Law Neil Goldschmidt zog sich zurück, nachdem Frohnmayers Wahlkampfmanagerin Donna Zajonc auf einer Pressekonferenz sagte:

„... you've got to believe that the best family will win“

was später durch Jeff Mapes in The Oregonian berichtet wurde. Ihre Aussage wurde zu jener Zeit als Drohung gegenüber Goldschmidts bröckelnder Ehe aufgefasst. Goldschmidt zog sich schnell aus dem Wahlkampf zurück – ein Ereignis, das als eines der größten Mysterien in Oregons Politik bis 2004 angesehen wurde. Zu diesem Zeitpunkt gab Goldschmidt zu, eine sexuelle Beziehung mit einer Minderjährigen in den 1970er Jahren gehabt zu haben. Frohnmayer verlor damals die Wahl gegen die Demokratin Barbara Roberts, welche nach dem Rückzug von Goldschmidt nominiert wurde. Bei der Wahl trat auch der unabhängige Kandidat Al Mobley an, welcher von der Oregon Citizens Alliance unterstützt wurde.

## Akademische Laufbahn
Am 1. Januar 1992 wurde er Dekan der University of Oregon School of Law. Er bekleidete diesen Posten bis zu seiner Ernennung zum Präsidenten der Universität im Jahr 1994. Während seiner Amtszeit kamen 19 neue Studiengänge an der Universität hinzu, die Bundesforschungszuschüsse wurden verdoppelt, die Anzahl der Einschreibungen stieg, 14 Hochschulgebäude wurden gebaut oder renoviert, und die Einnahmen stiegen auf 1,1 Milliarden Dollar. Frohnmayer verkündete schließlich am 29. April 2009 seinen Rücktritt. Sein Nachfolger wurde Richard W. Lariviere, der den Posten am 31. Juli 2009 antrat. The Register-Guard schrieb folgendes betreffend Frohnmayer:

„Dave Frohnmayer has steered the University of Oregon through grim and changing times and he's leaving a different and stronger institution.“

Nach seinem Rücktritt 2009 begann er für die Kanzlei Harrang Long Gary Rudnick P.C. zu arbeiten, unterrichtete aber weiter an der School of Law und dem Robert D. Clark Honors College. Er gab auch ein beliebtes Seminar für Studienanfänger (freshman) zum Thema Theories of Leadership. Seine letzte Klasse unterrichtete er noch fünf Tage vor seinem Tod.

## Familie und Privatleben
David Braden Frohnmayer und seine Ehefrau Lynn lebten in Eugene. Das Paar bekam fünf Kinder: Kirsten, Mark, Katie, Jonathan und Amy. Während seiner ersten Amtszeit als Attorney General von Oregon wurde 1983 bei seinen Töchtern Kirsten und Katie Fanconi-Anämie diagnostiziert, eine seltene und lebensbedrohliche rezessive Erbkrankheit. Beide Töchter starben noch zu seinen Lebzeiten. Frohnmayer und seine Ehefrau gründeten dann 1985 die FA Family Support Group, um den Betroffenen zu helfen und Behandlungsinformationen mit anderen Familien zu teilen. 1989 wurde der Fanconi Anemia Research Fund gegründet, um Forschung zu finanzieren zwecks Findung eines Heilmittels für die betroffenen Menschen. Frohnmayer war auch ein Gründungsmitglied und Direktor vom National Marrow Donor Program. Außerdem saß er im Kuratorium vom Fred Hutchinson Cancer Research Center.
1999 wäre er beinahe verstorben, als er in Bethesda (Maryland) vor einem vollen Raum mit Ärzten mit Kammerflimmern zusammenbrach.
2002 wählte man ihn in die American Academy of Arts and Sciences.
Durch seinen Vater Otto Frohnmayer wurde sein Interesse für die Rechtswissenschaft und den öffentlichen Dienst geweckt, was seinen späteren beruflichen Werdegang erklärt. Von seiner Mutter MarAbel hat er die Liebe zu Musik geerbt. Er spielte Trompete und sang häufig bei Veranstaltungen. Seine ältere Schwester Mira verfolgte eine Laufbahn als Sängerin und Musikprofessorin. Sein Bruder John war Vorsitzender der National Endowment for the Arts während der Administration des Präsidenten George Bush und trat bei den Wahlen im Jahr 2008 erfolglos als Unabhängiger gegen den damaligen US-Senator Gordon H. Smith an. Sein Bruder Philip, welcher in New Orleans (Louisiana) lebte, war Musikprofessor an der Loyola University.
Das MarAbel B. Frohnmayer Music Building an der University of Oregon wurde 2005 zu Ehren seiner Mutter nach ihr benannt.
David B. Frohnmayer verstarb am 10. März 2015 im Alter von 74 Jahren an den Folgen von Prostatakrebs. Die Gouverneurin von Oregon Kate Brown sagte in einer Stellungnahme folgendes:

„I am heartbroken at the loss of my wonderful and brilliant friend Dave Frohnmayer. His deep love of Oregon is reflected in a lifetime of leadership and public service. My thoughts and prayers go out to Lynn and the Frohnmayer family at this difficult time.“

## Trivia
Folgende Zitate von David B. Frohnmayer sind überliefert:

„I grew up with a real sense that an individual can make a difference, and that, if you can, you should.“